# ترازاموند
ترازاموند یا تراساموند (زادهٔ ۴۵۰ – درگذشتهٔ ۵۲۳) پادشاه وندال‌ها و آلان‌ها از ۴۹۶ تا ۵۲۳ و چهارمین فرمانروای پادشاهی وندال در شمال آفریقا بود. مدت زمان حکومت او در آفریقا پس از پدربزرگش گایسریک، از دیگر پادشاهان وندال بیشتر بود.

## زندگینامه
ترازاموند سومین نوهٔ مذکر گایسریک از چهارمین پسرش گنتو بود که در ۴۹۶، پس از آنکه تمامی پسران گایسریک و حتی برادر خودش گونتاموند درگذشتند به پادشاهی وندال‌ها رسید. در واقع او در زمان مرگ گونتاموند، یکی از تنها دو نوهٔ زندهٔ مذکر گایسریک بود که بنا بر قانون وضع‌شده توسط پدربزرگش مبنی بر رسیدن پادشاهی به بزرگترین فرد مذکر از خاندان پادشاه درگذشته، قدرت را در دست گرفت.
ترازاموند سپس با آمالافریدا، خواهر بیوه‌شدهٔ تئودوریک بزرگ ، پادشاه اوستروگوت‌ها ازدواج کرد. جهیزیهٔ آمالافریدا لیلیبیوم در جزیرهٔ سیسیل و حشمی شامل ۱۰۰۰ سرباز نخبه و ۵۰۰۰ ملازم مسلح بود. بنا به باور هرویگ ولفرم این ازدواج در سال ۵۰۰، درست پس از جنگ‌های ۳۰ سالهٔ تئودوریک با روم شرقی اتفاق افتاد. اما علی‌رغم این اتحاد، ترازاموند در کمک به تئودوریک درماند و نتوانست به‌هنگام حملهٔ فرانک‌ها به ویزیگوت‌ها در نبرد ووییه، آلاریک دوم، داماد تئودوریک بزرگ را یاری رساند زیرا ناوگان امپراتوری بیزانس که کرانه‌های جنوبی ایتالیا را مورد حمله قرار داده بود مانع عبور وندال‌ها می‌شد. این نبرد با کشته‌شدن آلاریک و پیروزی فرانک‌ها به پایان رسید.
پروکوپیوس، تاریخ‌نگار بیزانسی در نوشته‌های خود به توصیف نبردهایی بین بربرهای طرابلس و وندال‌ها می‌پردازد و به تاکتیک‌های غیرمعمول بربرها در شکست سواره‌نظام وندال‌ها اشاره می‌کند. بربرها همچنین در آخرین سال حکومت ترازاموند، شهر بندری مهم لپتیس مانیا (لبده امروزی) را غارت کردند.
ترازاموند در دوران حکومتش به سال‌ها آزار و اذیت کاتولیک‌ها که از زمان حکومت عمویش هونریک آغاز شده‌بود پایان داد و در نتیجهٔ آن، باعث بهبود روابط بین وندال‌ها و امپراتوری بیزانس شد. چنانکه پروکوپیوس می‌نویسد ترازاموند، دوست ویژهٔ آناستاسیوس یکم، امپراتور وقت بیزانس بود."
ترازاموند در سال ۵۲۳ درگذشت و پس از او هیلدریک، نخستین پسر هونریک به پادشاهی رسید.